# Walther P99

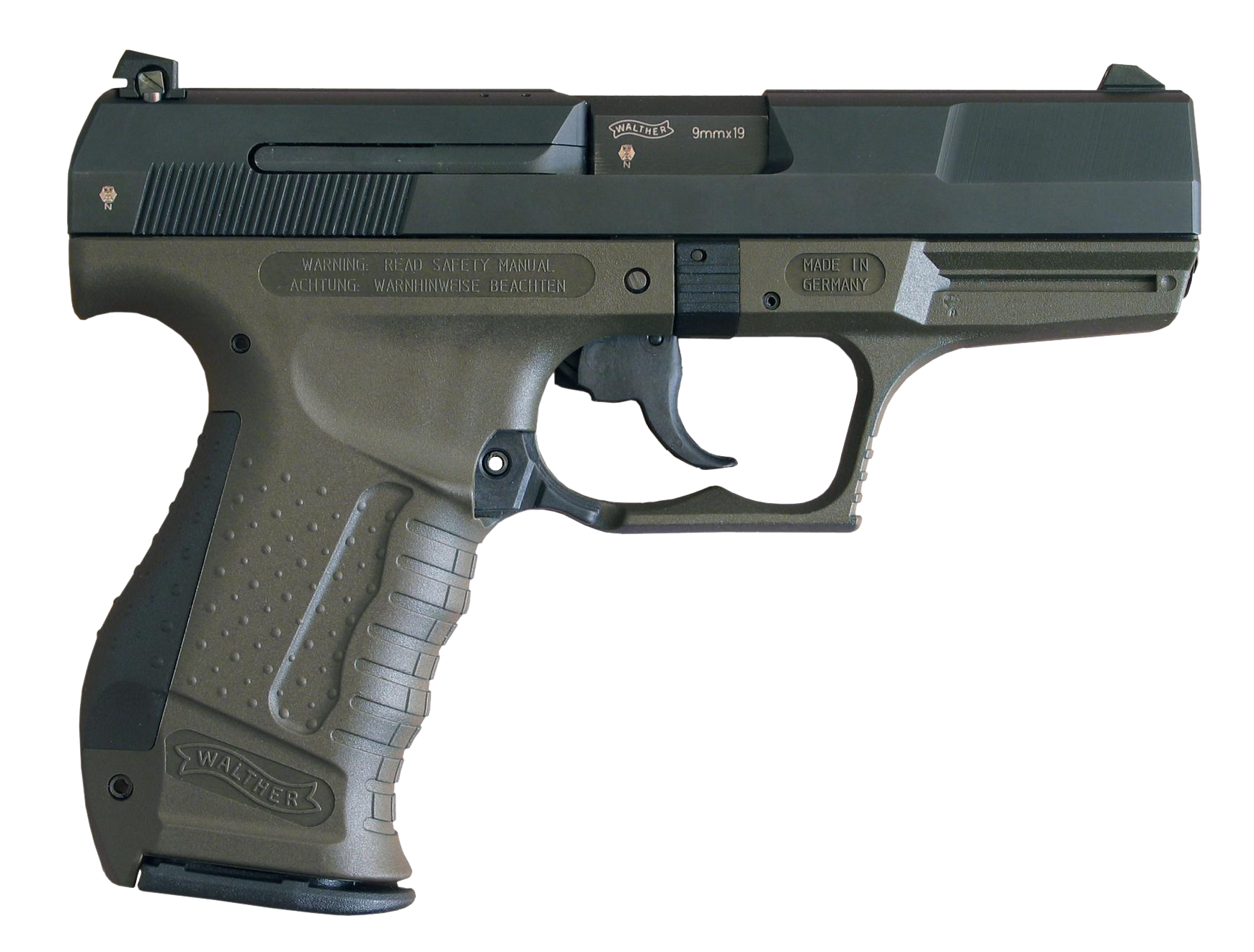
Walther P99

Walther P99 — німецький пістолет, розроблений збройовою компанією Walther у 1994 році, серійне виробництво якого почалося в 1999 році. Маса, кг: 0,7 
Довжина, мм: 180. Довжина ствола, мм: 102. Патрон: 9×19 мм Парабеллум. Магазин на 16 патронів.

## Система
Автоматика пістолета заснована на короткому ході ствола. Ударно-спусковий механізм ударникового типу, подвійної дії. Автоматичний запобіжник починає діяти за відсутності магазина в рукоятці, або коли він вставлений не до кінця. Для безпечного зняття ударника з бойового взводу зверху кожуха затвора пістолета присутня спеціальна кнопка. Про те, що ударник зведений, сигналізує виступаюча позаду кожуха-затвора задня частина ударника. В основі спускової скоби присутній двосторонній важіль засувки магазина. Рамка виготовлена з полімерного матеріалу. Він виконується в двох варіантах, чорного та темно-зеленого кольорів. На корпусі також присутні напрямні для кріплення лазерного цілевказівника або бойового ліхтаря. Приціл відкритого типу, регульований, з двома прицільними дистанціями, 50 і 100 метрів.

## Використання
- Канада: поліція
- Естонія: з 2014  - поліція (на заміну пістолета Макарова) та прикордонники
- Фінляндія: в армії як PIST 2003 (Pistooli 2003). Для поліції та прикордонних військ закуплено 7800 Walther P99Q
- Німеччина: поліція
- Ірак: іракська армія закупила 19000+ P99
- Ірландія: поліція (P99c)
- Малайзія: поліція (20000 одиниць)
- Нідерланди: з 2013 у поліції для заміни Walther P5
- Польща:P99 AS/QA/DAO, а також місцевий варіант RAD (виготовляється за ліцензією)
- Португалія
- Туреччина: поліція. Виготовляється по ліцензії як Canik TP9.
- Україна: закуповувались для потреб СБУ з 2008
- Велика Британія: поліція використовує P99DAO.

## Галерея

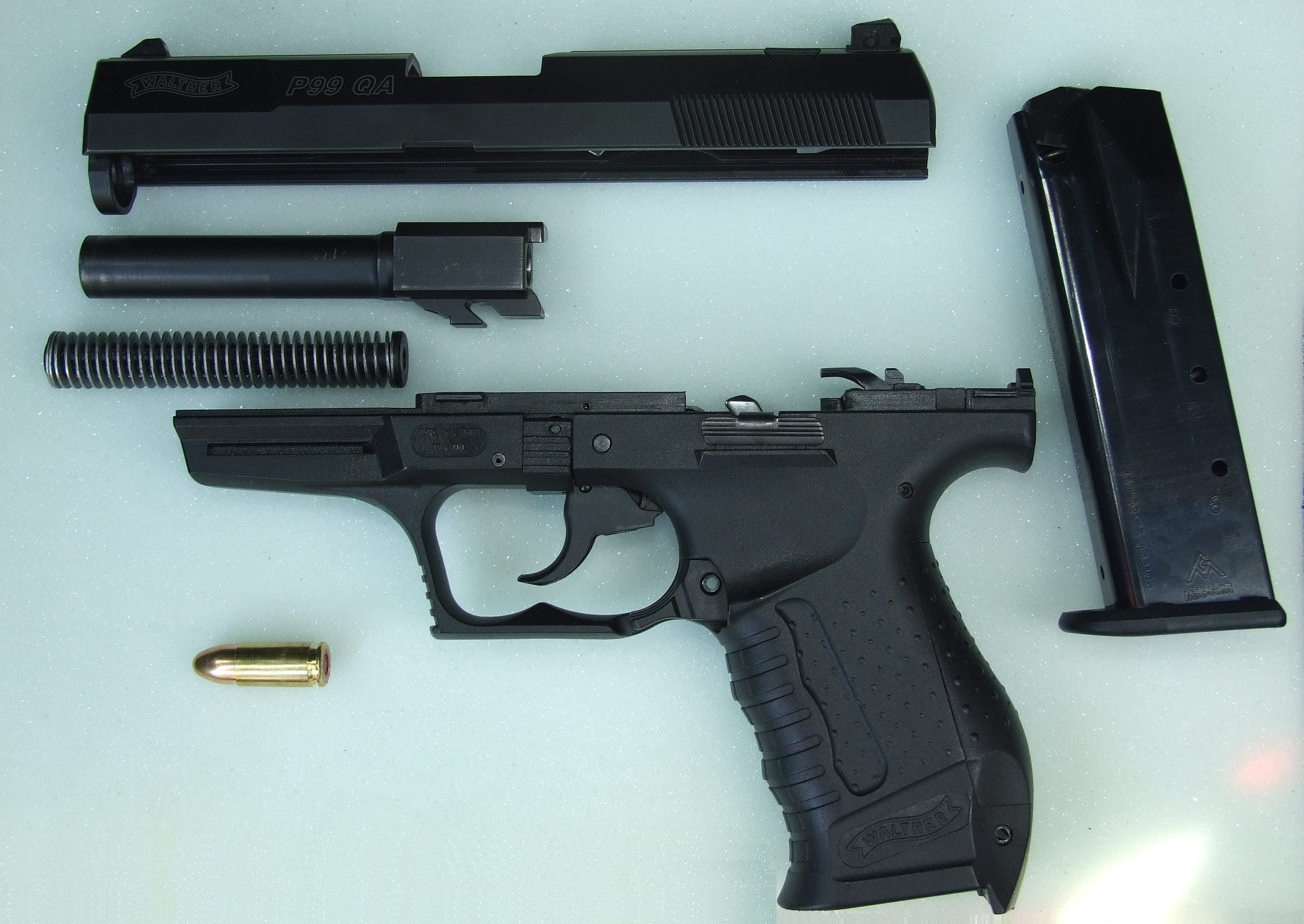
P99 field stripped to its main parts.
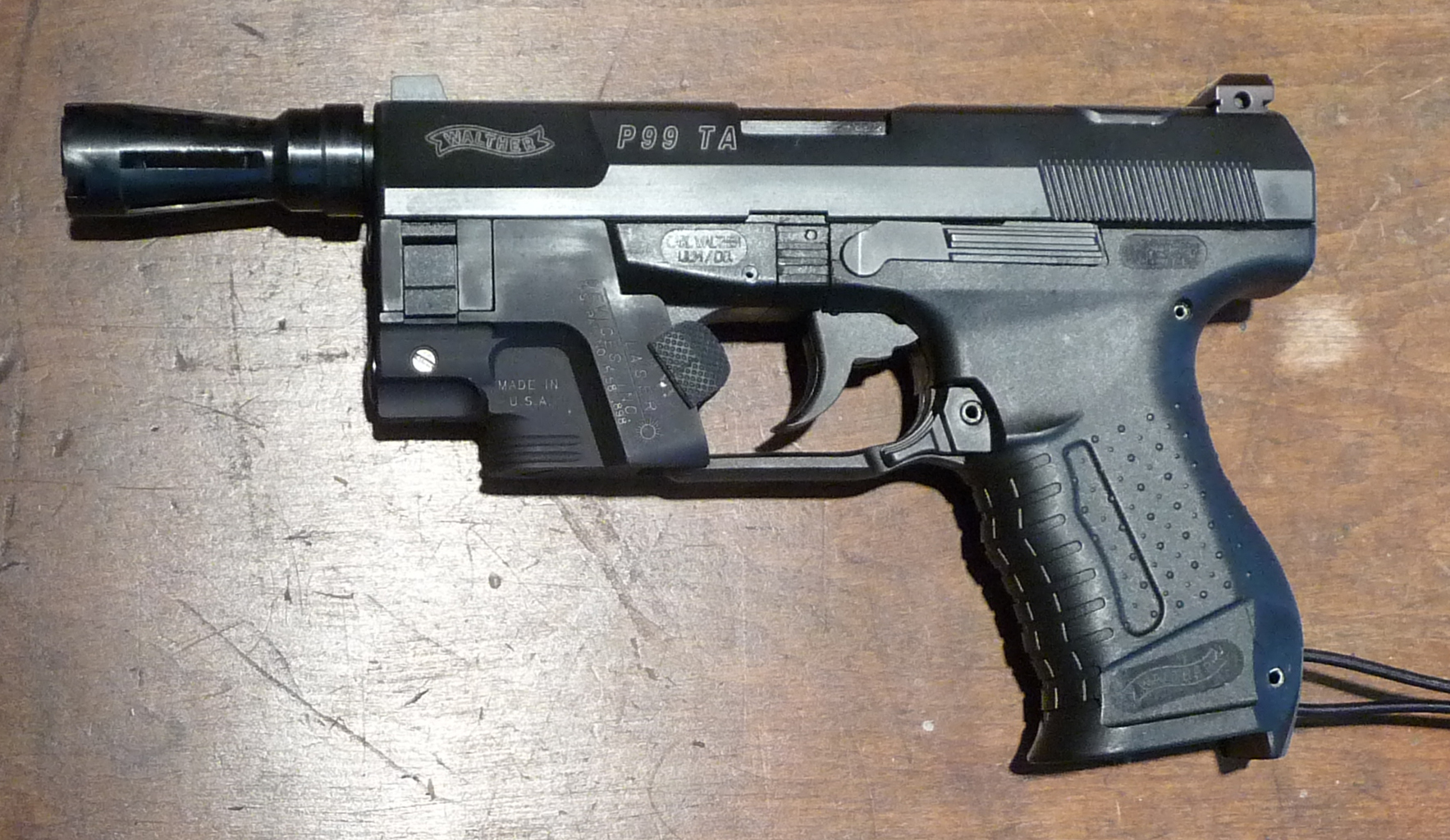
P99 TA with laser unit.
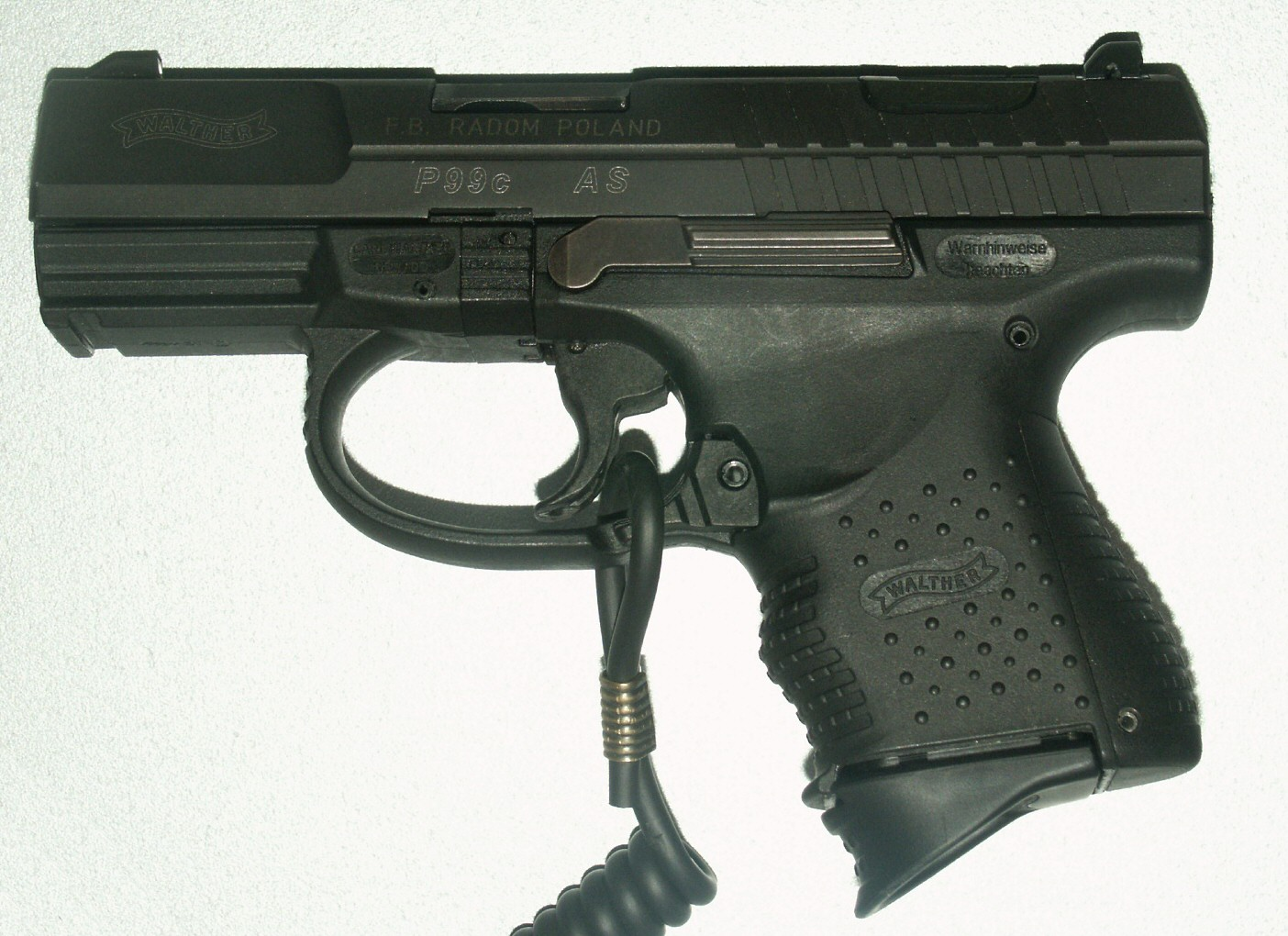
Polish made P99c AS.

## Цікаві факти
- Walther P99 - зброя кілера Мірей Буке з аніме-серіалу Noir.